# الوی اولایا
الوی اولایا (انگلیسی: Eloy Olaya؛ زادهٔ ۱۰ ژوئیهٔ ۱۹۶۴) بازیکن فوتبال اهل اسپانیا است.
از باشگاه‌هایی که در آن بازی کرده‌است می‌توان به باشگاه فوتبال اسپورتینگ خیخون و باشگاه فوتبال والنسیا اشاره کرد.
وی همچنین در تیم‌های ملی فوتبال زیر ۲۱ سال اسپانیا، و اسپانیا بازی کرده‌ است.